# Послушный (миноносец)
«Послушный» — миноносец Российского императорского флота. Относился к типу «Сокол».

## Постройка и служба
Миноносец «Послушный» заложен в рамках программы постройки миноносцев типа «Сокол» для русского флота. Нёс службу на Балтике. С 27 сентября 1907 — эскадренный миноносец. В 1911 и 1915—1916 проходил капитальный ремонт.
Участвовал в Первой мировой войне (боевое траление, нес дозорную и конвойную службы). С 1916 года использовался исключительно как тральщик, входя в состав 2-го дивизиона дивизии траления. В 1917 году вошел в состав Красного флота, затем передан в распоряжение Финляндской Советской Рабочей республики. В 1918 году захвачен в Гельсингфорсе финскими белогвардейцами и вооруженными формированиями Финляндии. Некоторое время плавал под Финским флагом с названием «S-3».
В 1922 году, по Юрьевскому мирному договору, был возвращён РСФСР, но как окончательно устаревший сдан Комгосфондов для реализации и 21 ноября 1925 года исключен из списков судов РККФ.

## Командиры
- хх.хх.1902 — 06.07.1905 — капитан 2-го ранга фон Транзе, Александр Александрович
- 12.12.1905-хх.хх.1906 — капитан 2-го ранга Вяткин, Фёдор Алексеевич
- 20.02.1906-xx.xx.1906 — капитан 2-го ранга Вальронд, Николай Степанович
- 11.06.1907-17.12.1907 — капитан 2-го ранга Пилкин, Владимир Константинович
- хх.хх.1907-хх.хх.1909 — капитан 2-го ранга Долгобородов, Сергей Степанович
- 15.10.1910-21.07.1911 — старший лейтенант Гобято, Николай Николаевич
- 12.04.1912-14.01.1913 — капитан 2-го ранга Никольский, Михаил Ильич
- хх.10.1914-хх.04.1915 — старший лейтенант Зубов, Николай Николаевич
- хх.хх.1917-хх.хх.1917 — и. о. лейтенант Ралль, Юрий Фёдорович
- xx.xx.1917-xx.xx.xxxx — лейтенант Зернин, Александр Владимирович